# Juan Antonio Hernández Pérez de Larrea
Pour les articles homonymes, voir Larrea (homonymie).
Juan Antonio Hernández Pérez de Larrea, né à Villar del Salz, Teruel, le 30 septembre 1730 et mort à Valladolid, le 21 avril 1803, est un religieux et botaniste espagnol.

## Biographie
Né à Villar del Salz, où se trouve depuis des temps immémoriaux la maison ancestrale de la famille noble Hernández, il utilise le nom de famille Hernández de Larrea, résultat de l'union de ses premier et quatrième noms de famille. Il étudie à Saragosse, Valence et Gandia, où il obtient une licence en philosophie et un doctorat en théologie. Il est aussi chanoine et doyen de la cathédrale de Saragosse.
Figure clé des Lumières aragonaises, comme doyen de la Cathédrale de Saragosse, il promeut en 1776, avec le marquis d'Ayerbe, la création de la Société royale économique aragonaise des amis du pays et la promotion de nouvelles sciences, pour lesquelles il dote de ses propres fonds les premières chaires aragonaises de chimie, de botanique, de mathématiques et d'économie. En 1788, il réussit les épreuves de noblesse, de légitimité et de christianisme selon les quatre lignes pour son admission comme chevalier de l'Ordre de Charles III (exp. 312).
Éminent botaniste et ami de Juan Meléndez Valdés, le genre Larrea porte son nom. Depuis 1798, il est président de la Société royale économique aragonaise des amis du pays et, plus tard, est nommé évêque du diocèse de Valladolid (1802-1803). Il meurt à Valladolid le 21 avril 1803, peu après avoir pris possession de l'évêché de la ville.

## Publication
- Oración panegirica que en la translación del Santísimo Sacramento a su nueva parroquia de Santa Cruz, executada en el 8 de octubre de 1780, Saragosse (Texte intégral)